# Luis Johnson
Luis Johnson Valor (* 21. März 1887 in Santiago de Chile; † 8. Juni 1929 ebenda) war ein chilenischer Maler.
Johnson nahm Unterricht bei Alberto Valenzuela Llanos und Juan Francisco González und war Schüler von Fernando Álvarez de Sotomayor. Er wird zur Malergruppe der Generación del Trece gezählt. 1918 war er Gründungsmitglied der Sociedad Nacional de Bellas Artes, deren Sekretär und schließlich Direktor er wurde. Die Gesellschaft ehrte ihn 1949 mit einer Retrospektive. Im Besitz des Museo Nacional de Bellas Artes befinden sich die Gemälde Rincón de mi Jardín und Portón Colonial.

## Quelle
- Museo Nacional de Bellas Artes - Luis Johnson

| Personendaten    | Personendaten                            |
| ---------------- | ---------------------------------------- |
| NAME             | Johnson, Luis                            |
| ALTERNATIVNAMEN  | Johnson Valor, Luis (vollständiger Name) |
| KURZBESCHREIBUNG | chilenischer Maler                       |
| GEBURTSDATUM     | 21. März 1887                            |
| GEBURTSORT       | Santiago de Chile                        |
| STERBEDATUM      | 8. Juni 1929                             |
| STERBEORT        | Santiago de Chile                        |